# Leota Lane
Leota Lane, née Leotabel Mullican le 25 octobre 1903 à Indianola et morte le 25 juillet 1963 à Glendale, est une actrice américaine et la sœur aînée des Lane Sisters (en), chanteuses et actrices. Contrairement à ses sœurs, Leota n'a pas rencontré la même renommée et a quitté Hollywood pour New York avant le succès de ses sœurs.

## Biographie
Leota naît à Indianola, Iowa, en 1903, elle la fille de Lorenzo Mullican, dentiste et de Cora Bell Hicks. Elle a quatre sœurs : Dorothy (Lola), Rosemary, Martha et Priscilla, dont trois feront carrière dans le divertissement. Leota et sa sœur Lola sont diplômées du conservatoire du Simpson College.

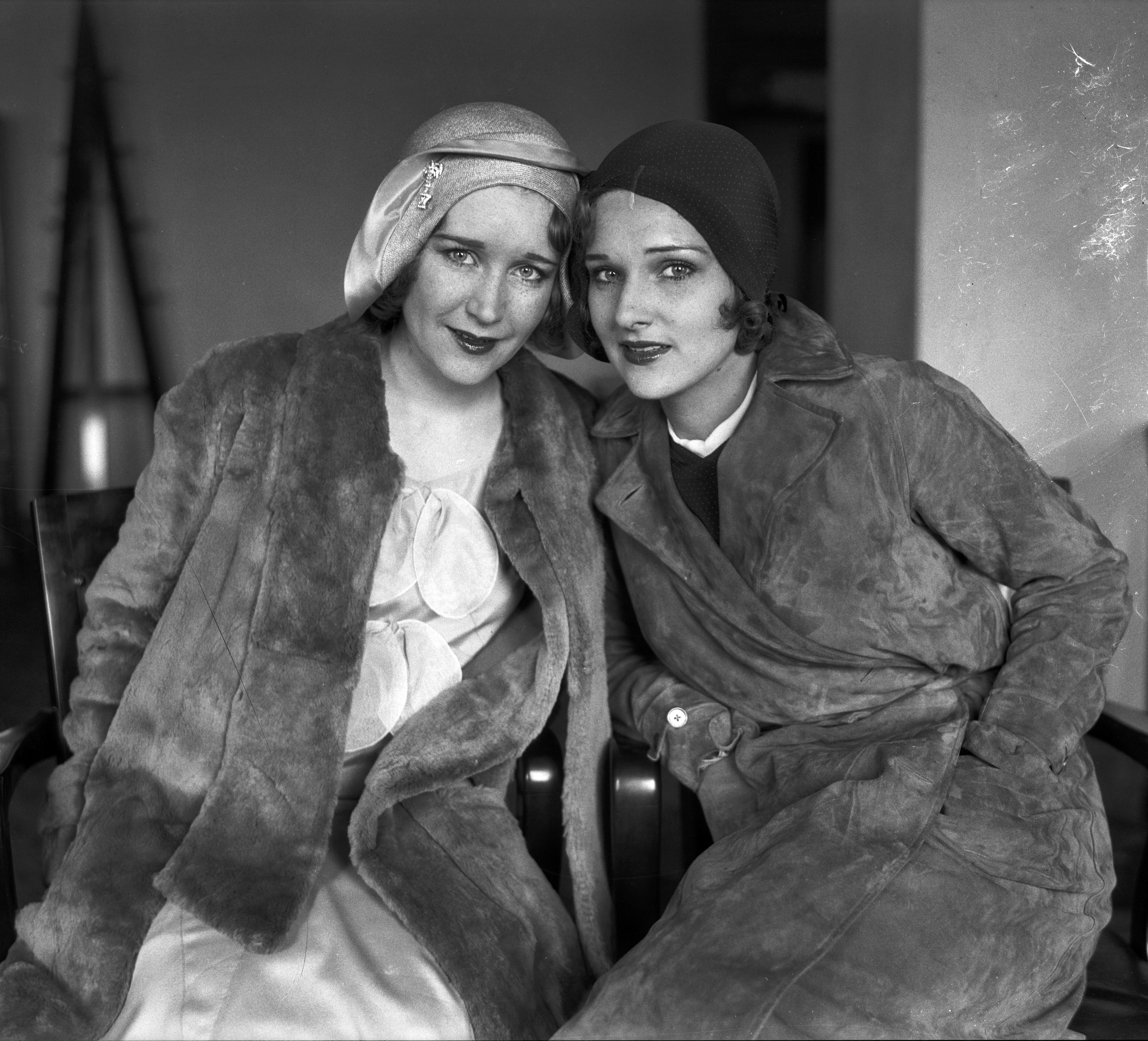
Leota (à gauche) avec Lola, 1930

L'artiste de vaudeville Gus Edwards les découvre lors d'un concert caritatif à Des Moines, Iowa, et les aide à initier leur parcours artistique.
Leota et Lola partent pour New York et font leurs débuts à Broadway à la fin des années vingt, Lola en 1928 dans le rôle de Sally Moss dans The War Song, qui sort à Broadway le 24 août 1928 au Nederlander Theatre (alors connu sous le nom de National Theatre), et Leota en 1929 dans le rôle de Contrary Mary dans Babes in Toyland (en), qui sort le 23 décembre 1929 au Jolson's 59th Street Theatre. Leota suit ensuite sa sœur à Hollywood où elle fait sa première apparition à l'écran dans un court métrage comique, Three Hollywood Girls (1930), réalisé par Roscoe Arbuckle, mais retourne bientôt à New York où elle obtient un diplôme en musique à la Juilliard School en mai 1939. Elle tient également un rôle dans Four Daughters ( 1938) de Michael Curtiz, dans le rôle de Kay Lemp  mais le réalisateur la remplace par Gale Page. Elle joue un rôle dans You're Next to Closing, une autre production Vitaphone (en) en deux bobines (1939), présentée à tort comme ses « débuts au cinéma » dans certaines sources.
Leota s'est mariée trois fois. Elle épouse son premier mari Mischel D. Picard en 1928, ils divorcent en 1930. Elle épouse Edward Joseph Pitts en 1941, puis Jerome Day, dont elle partage la vie jusqu'à sa mort en 1963. 
Elle meurt après une opération à cœur ouvert le 25 juillet 1963 à Glendale, en Californie, à l'âge de 59 ans. Elle repose au Forest Lawn Memorial Park à Glendale, Californie.